# Microsoft PixelSense
Microsoft PixelSense（マイクロソフト ピクセルセンス）は、マイクロソフトの開発したテーブル型パーソナルコンピュータのためのプラットフォーム。複数のユーザが同時に操作することができ、マウスやキーボードといった入力機器を使わずに指先でテーブルをなぞることによって操作する。
従来はMicrosoft Surfaceという名称だったが、2012年に同じ名称のタブレット (Microsoft Surface) が発表されたため、PixelSenseと改称された。

## 概要

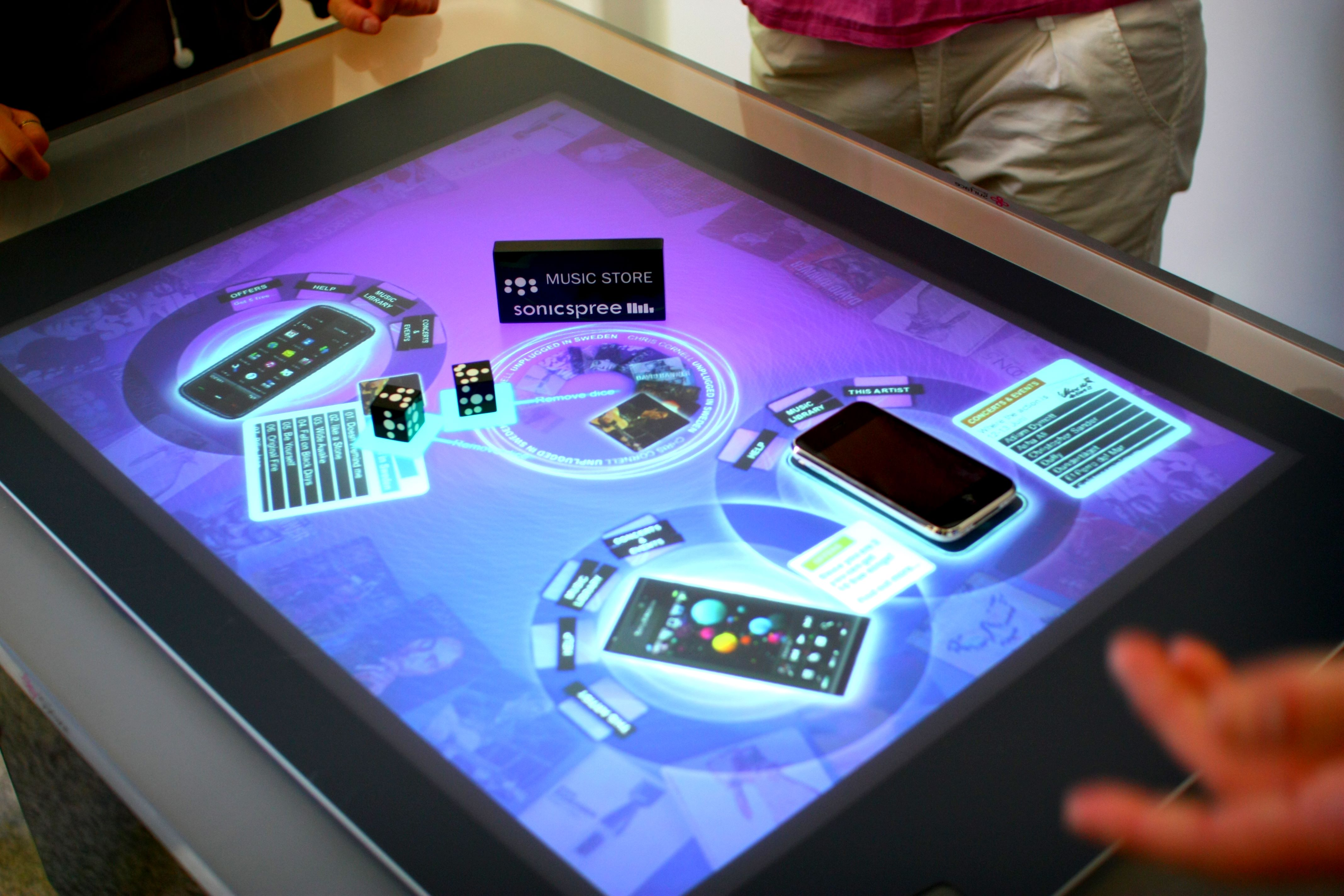
テーブル上の物体を認識することが可能。

Microsoft Surfaceは2007年5月29日に発表された。発表当初の価格はおよそ5,000〜10,000ドル（約60万〜120万円）であり、主にホテル・レストラン・娯楽施設などが対象である。しかしマイクロソフトは、3年から5年のうちに一般消費者にも手が届くようにするとしている。
PixelSenseは本質的にはWindows Vistaを搭載したパーソナルコンピュータであり、上部に30インチのタッチスクリーンを据えたテーブル型の筐体をもつ。物体を検知できる5つのカメラがスクリーンの下に据えられている。ユーザはスクリーンを指先で触れたりなぞったりすることでコンピュータを操作する。また、スクリーン上の物体を認識することもできる。
ハードウェアとしては、VGA出力を搭載したコンピュータと、DLPプロジェクター及び各種操作検出用の赤外カメラモジュールで構成され、Windows Vistaに未来志向のグラフィカルユーザインタフェース (GUI) を搭載したものと言える。
PixelSenseは同時に複数の操作に応答することができる。例えば絵を描くときに、10本の指すべてを使って髪の毛を描くなどということが可能である。
また指の動きだけでなく、白点パターンをグラスや機器の底面に貼り付ける事で、テーブル上に置かれた物理的な物体も認識することができる。マイクロソフトによると、例えばレストランの客がワイングラスを置いたときに、食事に適したワインのメニューを自動的に提供することなどが可能である。また、専用のバーコードを読み取ることができる。

## アプリケーション開発
Microsoft PixelSenseのアプリケーションの開発には Windows Presentation Foundation (WPF) またはXNAを用いる。Windows Vistaのアプリケーションと同じように開発を行えるが、タッチインターフェイスについては、PixelSense開発チームが用意したWPFコントロールを用いる。